# Автобан A49 (Німеччина)
Федеральний автобан A49 (A49, нім. Bundesautobahn 49)  — німецька федеральна автострада, що проходить через північний Гессен. З’єднує Кассель із Швальм-Едером, де закінчується в Швальмштадті. Будується продовження до Гемюндена з підʼєднанням до A5.

## Маршрут

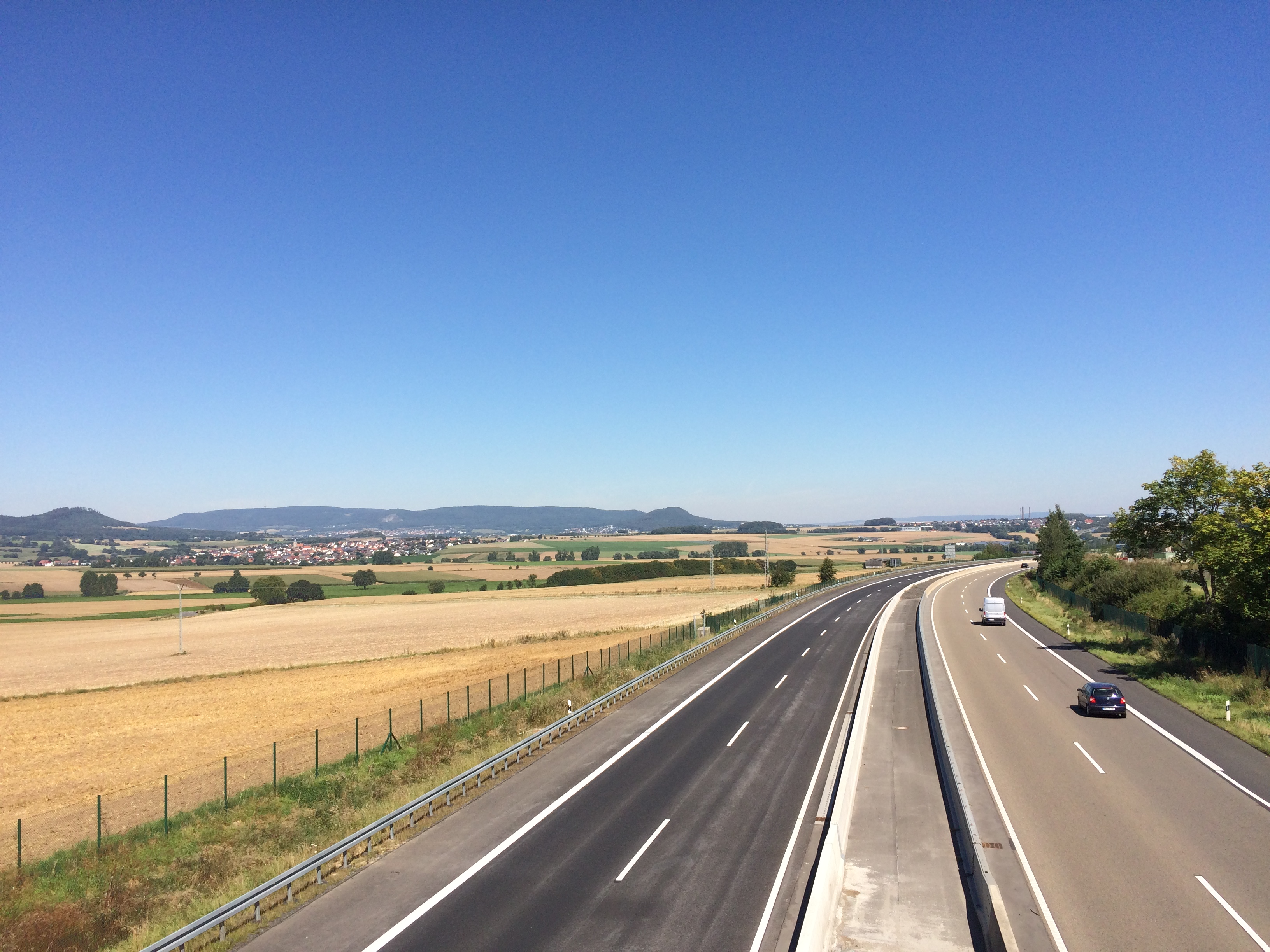
A49 на північний схід від Шарфенштейна.

A49 відгалужується від A7 на розв'язці Кассель-Мітте і використовується як міський автобан у районі міст Кассель, де він перетинає Фульду та Баунаталь. Поки він продовжується, він перетинає територію муніципалітетів Едермюнде, Гуденсберг, Фріцлар, Ваберн, Боркен, Нойенталь і Швальмштадт у районі Швальм-Едер. На цьому маршруті є, серед іншого, віадуки через річки Емс, Едер і Швальм, причому останній двічі перемостили.